# SK Forward
Der Sportsklubben Forward ist ein 1915 gegründeter norwegischer Sportverein aus Oslo, der vor allem für seine Eishockeyabteilung bekannt ist. Die Mannschaft gewann mehrfach den norwegischen Meistertitel. 

## Geschichte
Der SK Forward wurde am 25. September 1915 gegründet. Die Eishockeyabteilung des Vereins war in der Saison 1934/35 eines der Gründungsmitglieder der höchsten norwegischen Spielklasse. Bis einschließlich der Saison 1985/86 war die Mannschaft bis auf wenige Spielzeiten ein fester Bestandteil der höchsten norwegischen Eishockeyliga. Insgesamt konnte die Mannschaft, die nach der Fusion mit dem Gamlebyen IF von 1948 bis 1971 unter dessen Namen spielte, acht Mal den norwegischen Meistertitel gewinnen. Einzig Vålerenga Ishockey gewann im norwegischen Eishockey mehr Meistertitel. Als der Verein 1971 wieder in Forward umbenannt wurde, spielten die Eishockeyprofis fortan als Forward Flyers. Im Anschluss an den Abstieg 1986 konnte die Mannschaft nicht mehr an die vergangenen Erfolge anschließend und spielt in der Saison 2011/12 in der fünftklassigen 4. divisjon.   
Weitere Abteilungen des Vereins sind unter anderem Bandy, Fußball und Handball.

## Erfolge

### Bandy
- Meisterschaft (1): 1928

### Eishockey
- Meisterschaft (8): 1946, 1950, 1953, 1955, 1956, 1958, 1959, 1964